# Динабургский замок
Динабургский замок (Динабург, нем. Dünaburg, латыш. Dinaburgas pils; в средневековых русских документах также Невгин) — замок в Латвии, существовавший в 1275—1577 гг. В повреждённом виде сохранялся до Северной войны (1700—1721), во время которой был ещё более разрушен; стены разобраны в 1811—1829 гг.
Остатки замка находятся в охранной зоне природного парка Даугавас локи; здесь же в 1996 году был установлен макет замка.
Дата постройки замка — 1275 год — считается датой основания города Даугавпилса.

## История

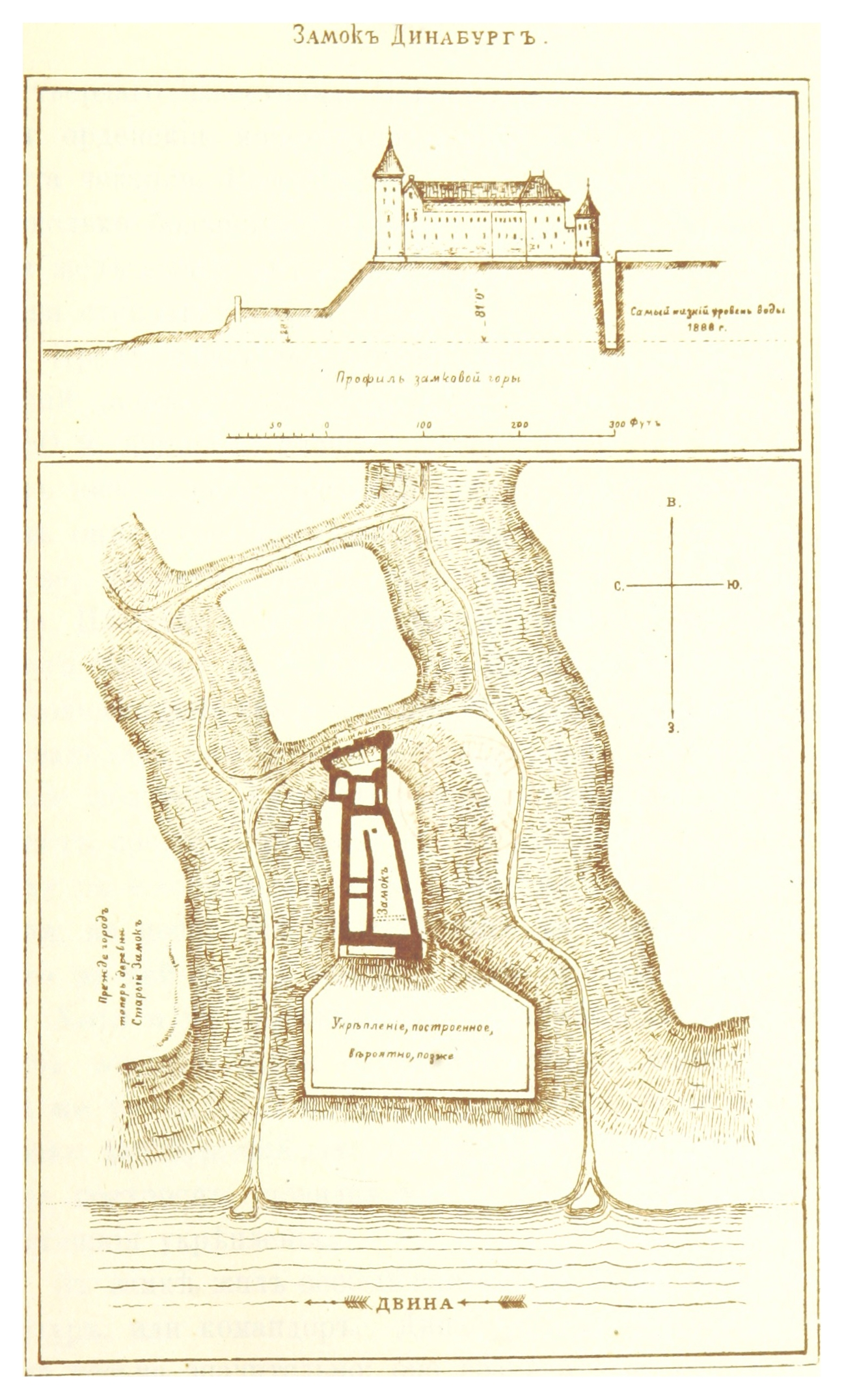
Замок Динабург.
Реконструкция 1893 года.

В середине XIII века немецкие меченосцы для удержания в повиновении местного населения латгалов и противостояния русским князьям решили создать опорные пункты. Место для одного из таких пунктов было выбрано на берегу Даугавы (Двины), где находилось городище Невгин (совр. Науене, в 19 км вверх по течению Даугавы от Даугавпилса). Городище Невгин входило в состав Герсикского княжества.
Здесь проходили торговые пути из Пскова и Новгорода на Вильно, а из Полоцка — на Ригу и Балтику.
Только рать, что там была,
Гору эту обошла,
Как магистр на месте встал,
Братьям-рыцарям сказал:
«Эта важная гора
Много сулит нам добра.
Замок мы на ней поставим
И себя от бед избавим»Reimchronik
В 1275 году на месте деревянного замка Новене магистр Ливонского ордена Эрнст фон Ратцебург построил замок, бывший первоначально деревянным. Цитадель возвышалась на 24 м и защищалась руслом Даугавы, двумя глубокими оврагами и рвами с подъёмным мостом. Замок был снабжен значительными боевыми и продовольственными запасами. Он стал резиденцией комтура (командора), в руках которого сосредоточивалась власть над всей территорией, которую ныне занимает современная Латгалия. Комтурия замка охватывала Резекненский, Лудзенский, Ликсненский и Илукстский округа. Возле замка образовалось поселение, которое в XIII—XIV веках было значительным местом торговли.

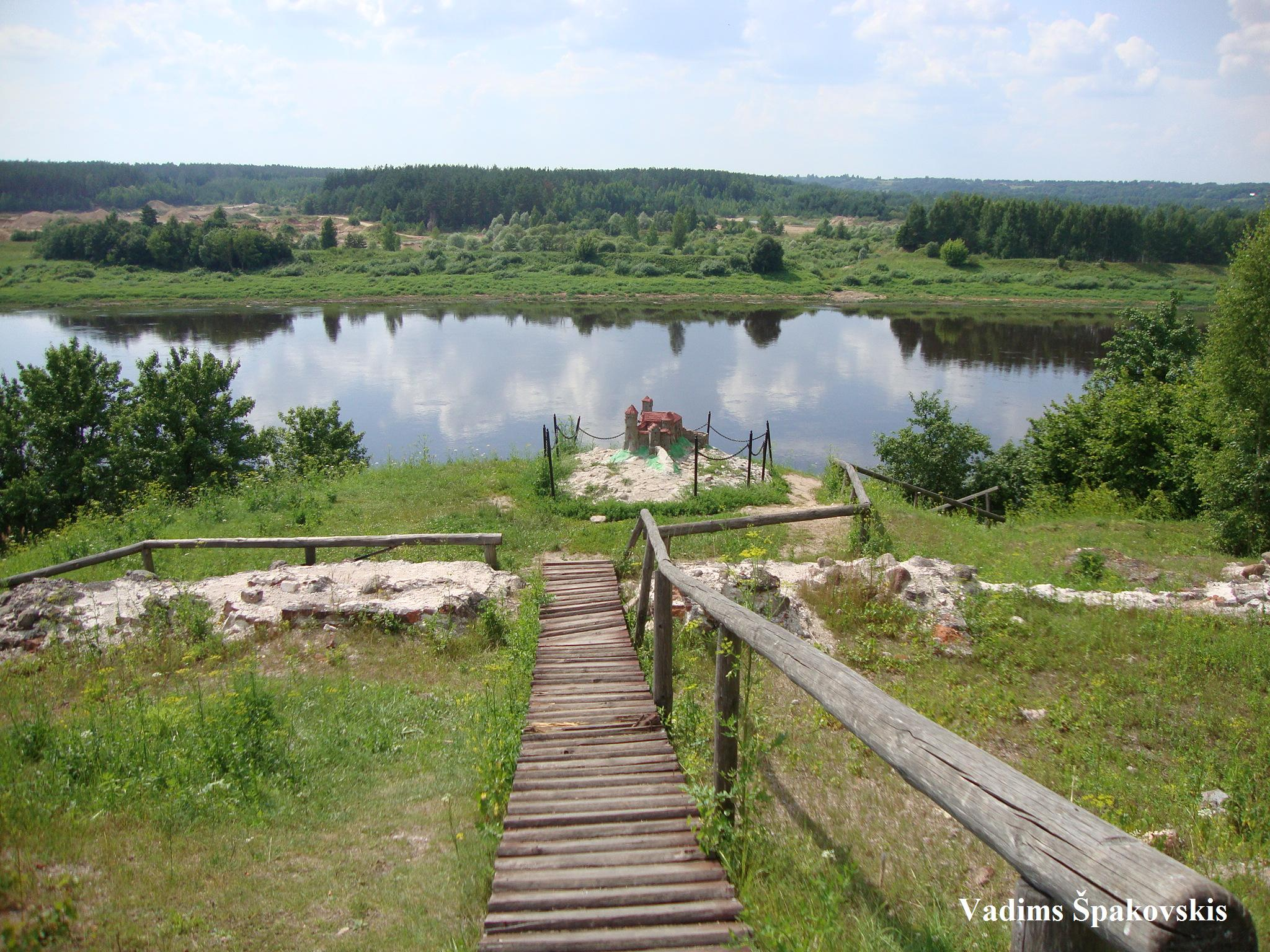
Дорога к макету

Замок являлся важным опорным пунктом в борьбе Ордена с Литвой и русскими княжествами. Удачное расположение на перекрёстке торговых путей обеспечило быстрый рост купеческого посада. Из-за частых военных столкновений замок не превратился в крупный торговый центр.
Великий князь литовский Тройден около 1277 года осадил замок. Штурм длился непрерывно в течение месяца. Литовцы построили четыре огромные подвижные башни для штурма. Усилия нападавших, в числе которых были и русские, успехом не увенчались: им пришлось уничтожить осадные орудия и отступить за Даугаву.
В ответ на это зимой 1278 года магистр совершил поход вглубь Литвы, но потерпел поражение.
В 1313, 1396, 1403 и 1418 годах русские и литовцы захватывали замок, разрушали его, но магистры с завидной настойчивостью восстанавливали Динабург:
- В 1313 году замок восстановил магистр Ливонского ордена Герхард фон Йорке (Йоке);
- В 1396 году замок разрушили литовцы, а Орден в очередной раз восстановил его;
- В 1403 году великий князь литовский Витовт, вступив в войну с Орденом, ворвался в Латгалию, прошелся по ней с огнём и мечом. Замок вновь был разрушен и восстановлен крестоносцами;
- В 1418 году Витовт сжёг его снова.

Русское войско Ивана III в 1481 году захватило Динабург (Невгин) и вынудило магистра Вальтера фон Плеттенберга подписать договор с московским княжеством о дани. Однако договор был нарушен.
Рыцарский Орден начал натравливать Польшу и Швецию на войну с Россией, стремившейся наладить экономические связи с Западной Европой и выйти для этого к Балтийскому морю.
По этой причине и под предлогом неуплаты Орденом дани за Юрьевскую (Тарту) землю, платившую оброк киевским князьям, в 1558 году Иван IV Грозный начал военные действия против Ливонии. 
Он был настойчив в своих попытках против Ливонии — его сознательной целью было дать России выход к Балтийскому морю.Карл Маркс
По преданию, Иван Грозный послал противнику кнут с надписью:
Не могу и не желаю терпеть обиду, учиненную мне и моему народу. Бог посылает во мне вам наказание, дабы привести вас к послушанию!
В 1559 году Динабургский замок был захвачен русско-татарским отрядом, и некоторое время Иван Грозный имел в нём резиденцию. Затем русские войска оставили замок.
После очередной осады в ноябре 1561 года слабеющий Орден рыцарей признал себя вассалом польской короны и передал Динабург Сигизмунду Августу. Через пять лет Сигизмунд Август приказал назначить его главным городом Инфляндского (Латгальского) воеводства, выбросить старый герб замка (щит, разделенный чертой на две части, в верхней — образ богоматери с младенцем в руках, в нижней — рыцарь на коленях, обнимающий замковую стену) и присвоить новый: на красном поле белый гриф держит в правой лапе обнажённый меч, а на груди этой полуптицы-полульва — инициалы короля.
Вскоре в Динабурге разместилось административное управление всей Латгалии, резиденция католического епископа. Значение города возросло.
В 1577 году Иван Грозный после двух недель осады вновь захватил Динабург. Русские отряды использовали огромные пушки, бросавшие ядра весом в 20 пудов (320 кг), изготовленные учениками Андрея Чохова, отлившего царь-пушку.
Иван Грозный приказал разрушить Динабург до основания и приступить к сооружению новой крепости, поскольку старая крепость мешала войскам при походах на Ригу. Приказ царя о разрушении Динабурга был исполнен, да так, что до сих пор не удалось обнаружить его первородный фундамент.
Постепенно замок терял своё военное значение и стал разрушаться. В 1577 году после осады, поселение перенесено на 19 км вниз по течению Двины и в устье речки Шуница по велению Царя заложен шанец (военное укрепление). Рядом с шанцем позднее построен город Стефаном Баторием. В 1582 году Стефан Баторий решил больше не восстанавливать замок, а построить новую крепость 19 километров ниже по течению Даугавы (на месте современного Даугавпилса). В 1671 году хотели отремонтировать замок, но во время Северной войны (1700—1721) замок был полностью разрушен. Известно, что местные крестьяне разбирали камни и кирпич и продавали подрядчику, доставлявшему материал на постройку крепости; остатки же стен, несмотря на царское повеление (от 31 декабря 1826 года) охранять все остатки древности, были проданы Витебской Палатой Государственных имуществ за 300 рублей. Основные стены замка были разобраны в 1811—1829 годах.

## Архитектура

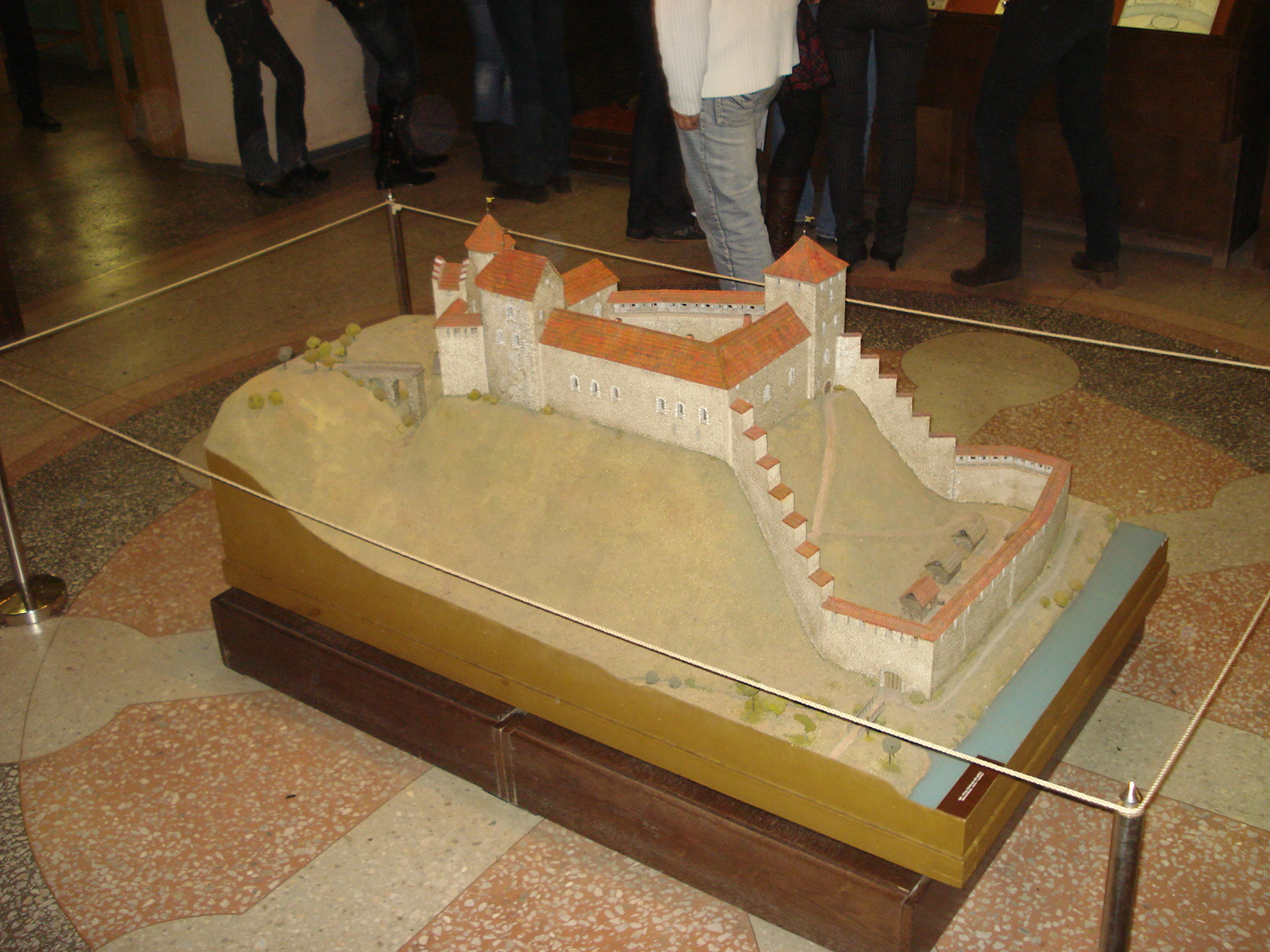
Макет замка в Даугавпилсском музее.

Первоначально замок, устроенный по образцу оборонительных сооружений того времени, был возведен из полевых камней и имел глухие стены с бойницами. Вход в замок вёл с востока, через подъёмный мост. Ворота были типичными для орденских замков, с их боковыми постройками образовывали восточное крыло. Предполагается, что это крыло было самой древней частью замка. Замок был нерегулярным в плане, с учётом рельефа местности. В то время замок считался большим: 120 шагов в длину и 40 в ширину. Вокруг него был расположен форбург, огороженный защитной стеной, толщина которой превышала два с половиной метра.
Во время раскопок 1888 года под руководством В. Неймана были найдены мелкие орденские монеты — шиллинги, с обозначением места чеканки — Ревеля конца XV — начала XVI века, каменные ядра, глиняные сосуды, осколки стекла и изразцов. Перед западной стороной замка находился передний двор или шанец, который был создан в пору появления огнестрельного оружия. Шанец лежал на 17 м ниже мостовой основного замка и служил в качестве передового рубежа защиты цитадели. Передний двор окружала стена толщиной в 2,5 м. После 1979 года в связи со строительством Даугавпилсской ГЭС на месте развалин стали проводиться раскопки. Если бы ГЭС была построена, то замковая гора превратилась бы в остров, который возвышается примерно на 7-8 метров над водой. В 1982 году на замковой горе (Старый замок) проводились археологические раскопки под руководством Академии Наук ЛССР, материалы печатались в городской газете «Красное знамя». В настоящее время можно осмотреть раскопанную западную часть.

## Тропа Динабурга

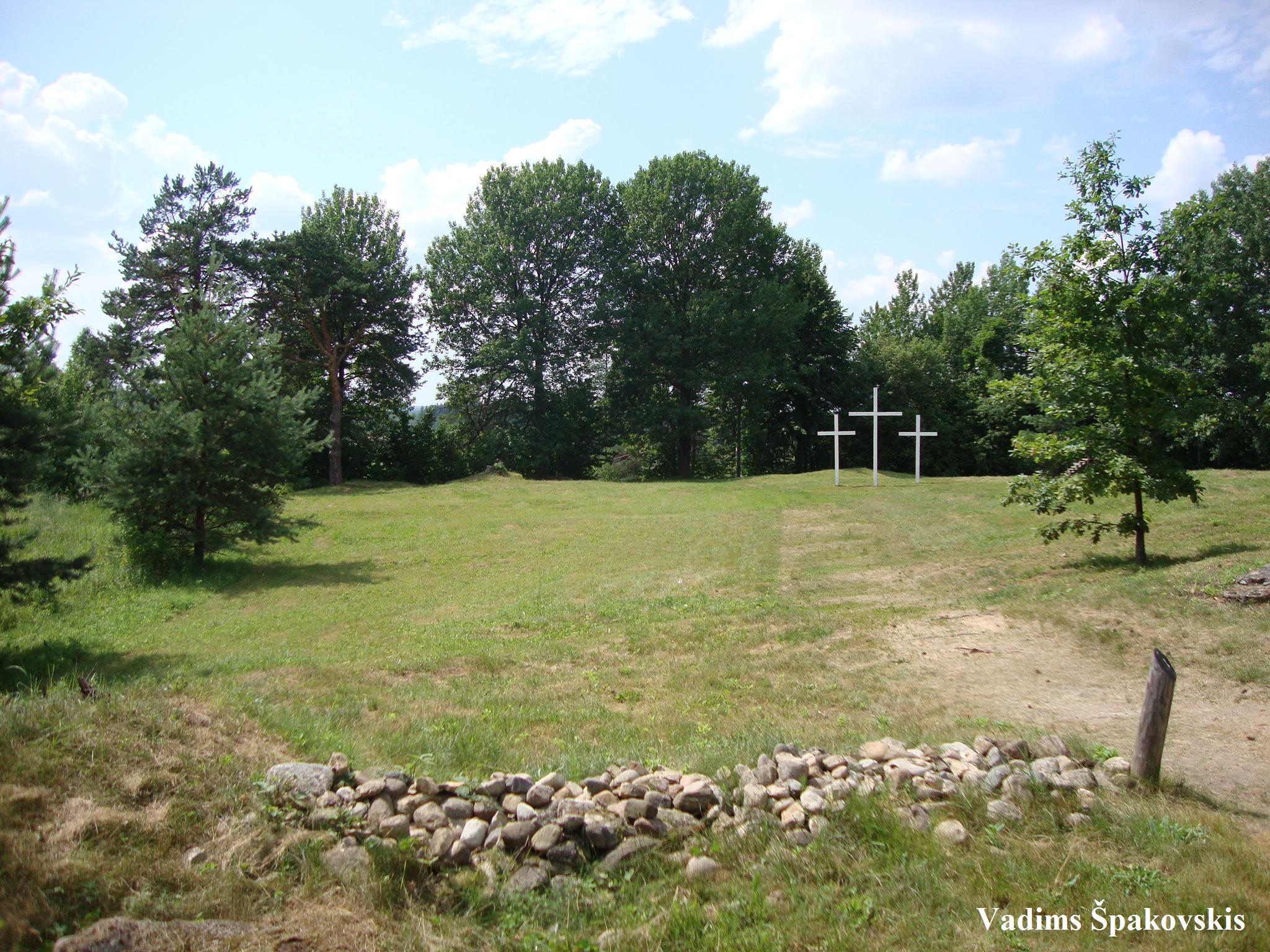
Бывшее средневековое кладбище

После того, как место замка стало туристическим местом, к развалинам была проложена туристическая пешеходная тропа длиной несколько сот метров. Начинается возле стоянки, затем спускается на 20 метров вниз, где сливаются 2 ручья. Над этим местом расположен деревянный мост. Далее тропа идёт вдоль склона и поднимается на замковую гору. Спуск с замковой горы к Даугаве оборудован деревянной лестницей. На этом месте раньше находился передний двор замка. Внизу идёт продолжение тропы на «площадь рыцарей», где оборудовано место для костра.
Тропа заканчивается подъёмом к стоянке, пересекая место, где располагалось древнее средневековое кладбище, уничтоженное в конце 1980-х, в связи со строительством Даугавпилсской ГЭС.

## Настоящее время
В 1990 году замковая гора вошла под охрану природного парка «Даугавас локи». К горе проведены экскурсионные тропы, построены деревянные пешеходные мосты, сделаны лестницы.
В 1996 году на месте бывшего замка был установлен макет замка. Автор и исполнитель макета — Игорь Петрович Манжос.
В 1999 году были откопаны некоторые фрагменты стен замка.
В 2003 году были сооружены заграждения стен замка и макета.
В июле-августе 2008 года были проведены раскопки переднего двора.
В 2009 году проведена реставрация макета.

## Годы проведения раскопок
- 1888 — руководил В. Нейман
- 1890

информация неполная
- 1982
- 1986—1989
- 1999
- 2000
- 2008 — руководила А. Вилцане[2]

## Интересные факты
- Старожилы говорят, что до 1941 года можно было спуститься в подземелье замка. Но во время войны эту местность сильно бомбили, и на сегодняшний день вход в остатки подземелий (если они ещё сохранились) не найден.
- Во время раскопок 2008 года был найден наконечник стрелы, кости, украшения, шлак от ковки металлов, керамика.
- Замковая гора находится в предполагаемой зоне затопления Даугавпилсской ГЭС.